# Chamois (Aostatal)
 Chamois  ist eine italienische Gemeinde in der autonomen Region Aostatal. Die Gemeinde zählt 108 Einwohner (Stand 31. Dezember 2023), liegt auf einer mittleren Höhe von 1818 m s.l.m. und verfügt über eine Größe von 14 km². Die Einwohner werden  chamoisiens  genannt. Chamois ist Mitglied der Unité des Communes valdôtaines Mont-Cervin und befindet sich im Valtournenche, einem Seitental des Aostatals.

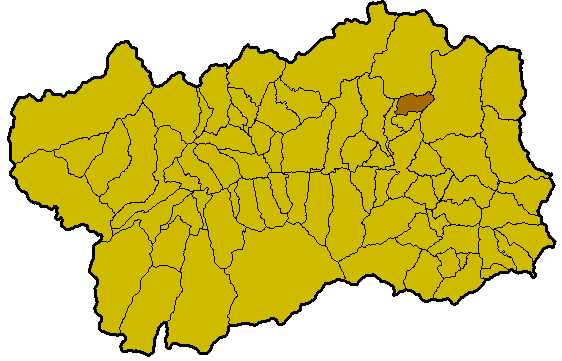
Lage von Chamois innerhalb der Region Aostatal

Chamois besteht aus den Ortsteilen Corgnolaz, Crépin, Caillaz, Lac-de-Lod, La Ville, Lieusel und Suisse. Die Nachbargemeinden sind Antey-Saint-André, Ayas, La Magdeleine und Valtournenche.
Während der Zeit des Faschismus trug das Dorf den italianisierten Namen Camosio.
Chamois ist die einzige italienische Gemeinde, die nicht an das Straßennetz angebunden ist. Der Ort kann lediglich über eine Luftseilbahn erreicht werden, die vom Ortsteil Buisson in Antey-Saint-André startet, oder per Flugzeug über die Aviosuperficie Chamois. Als Mitglied der Kooperation Alpine Pearls unterstützt Chamois bereits einen für die Gemeinde umweltverträglichen Tourismus.

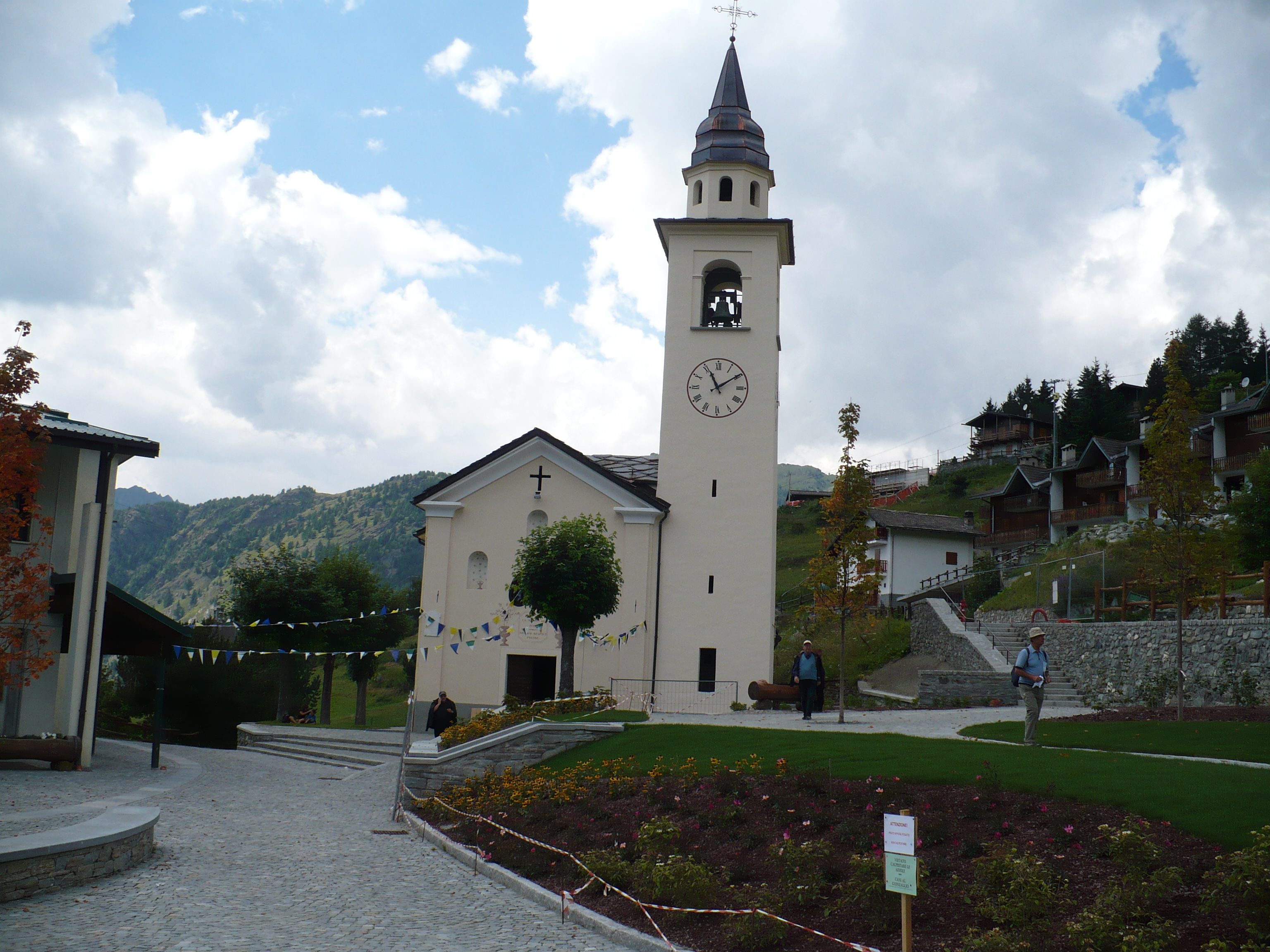
Pfarrkirche von Chamois
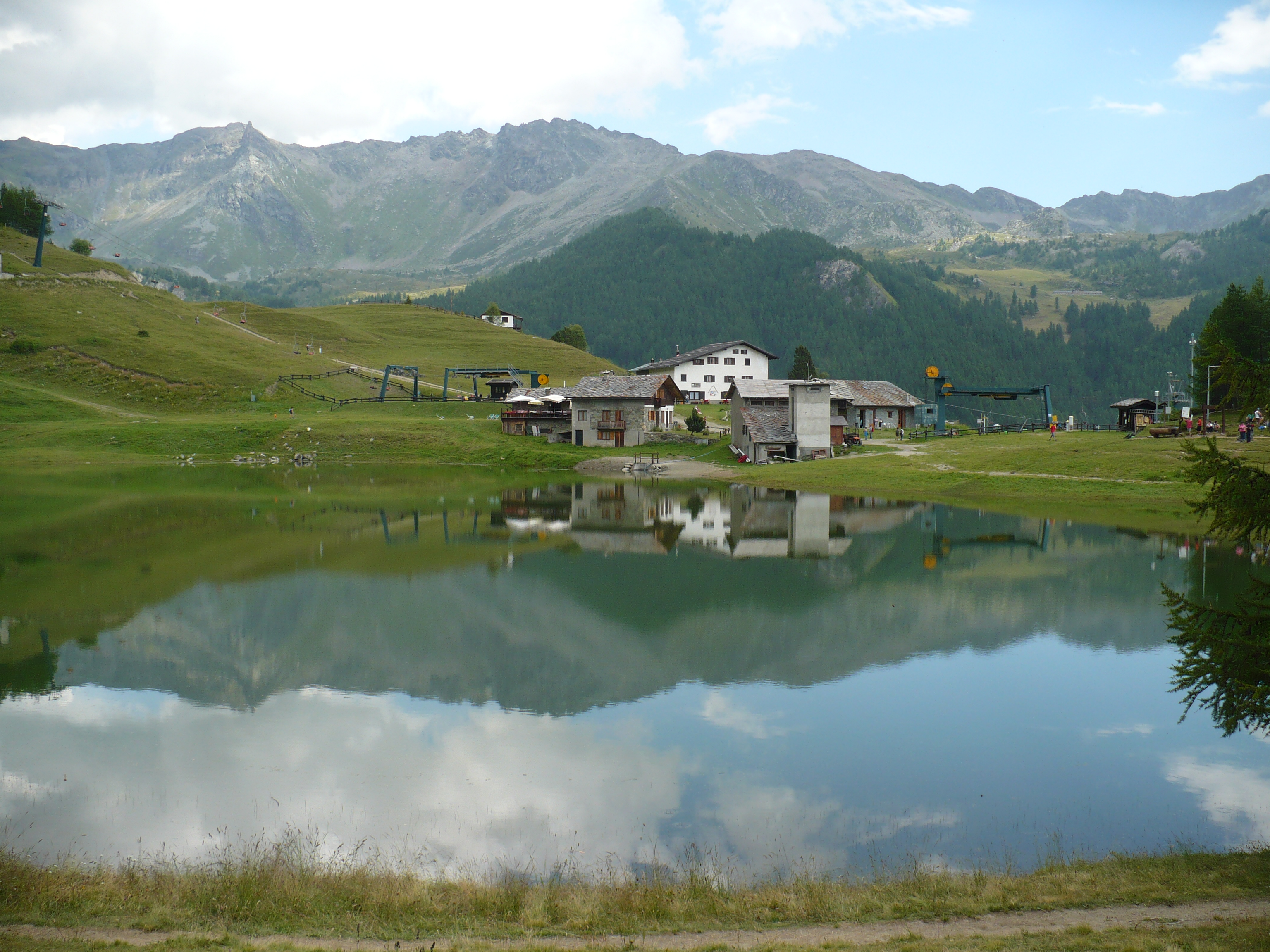
Bergsee Lod
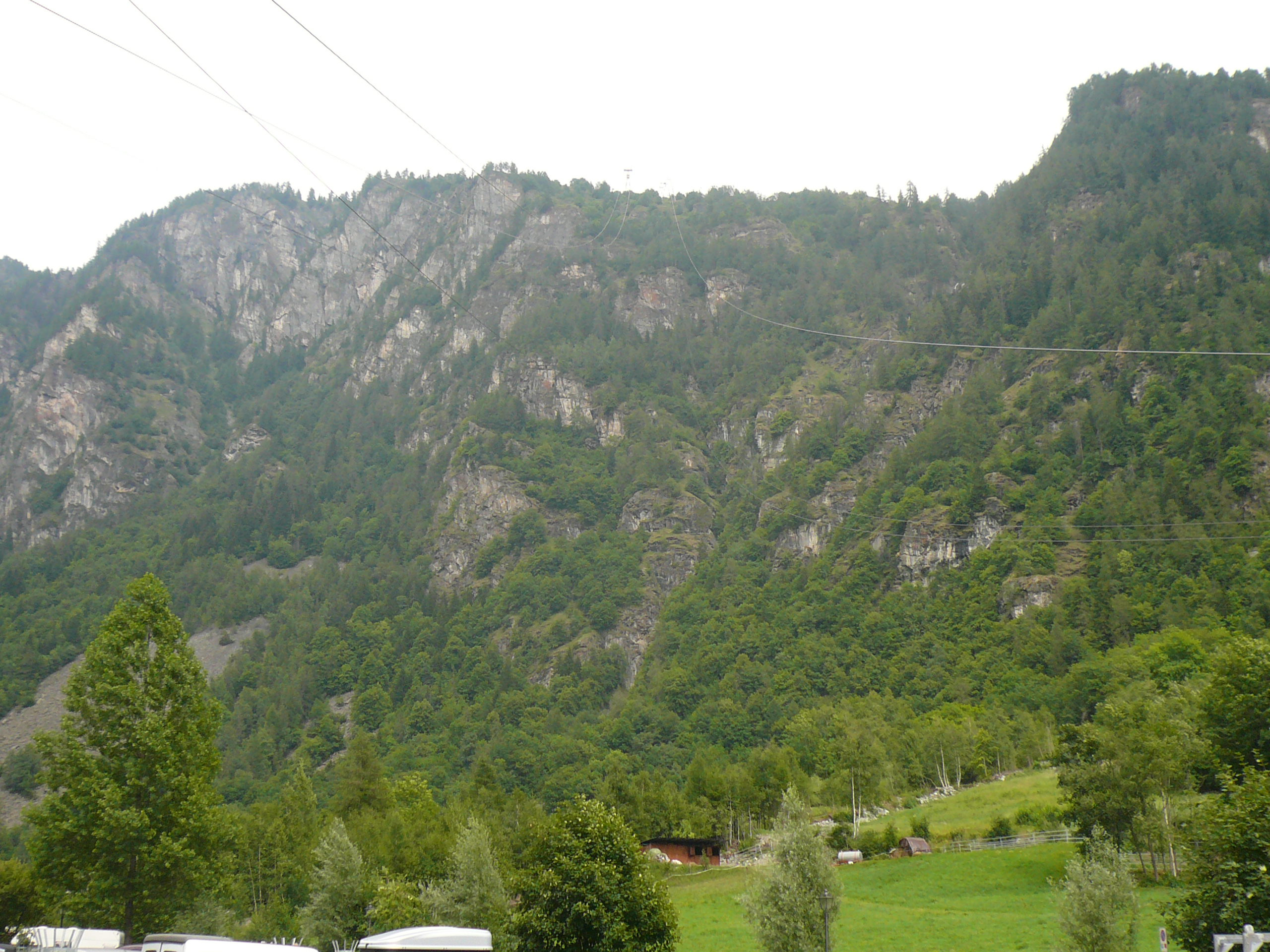
Plateau von Chamois von Buisson aus gesehen
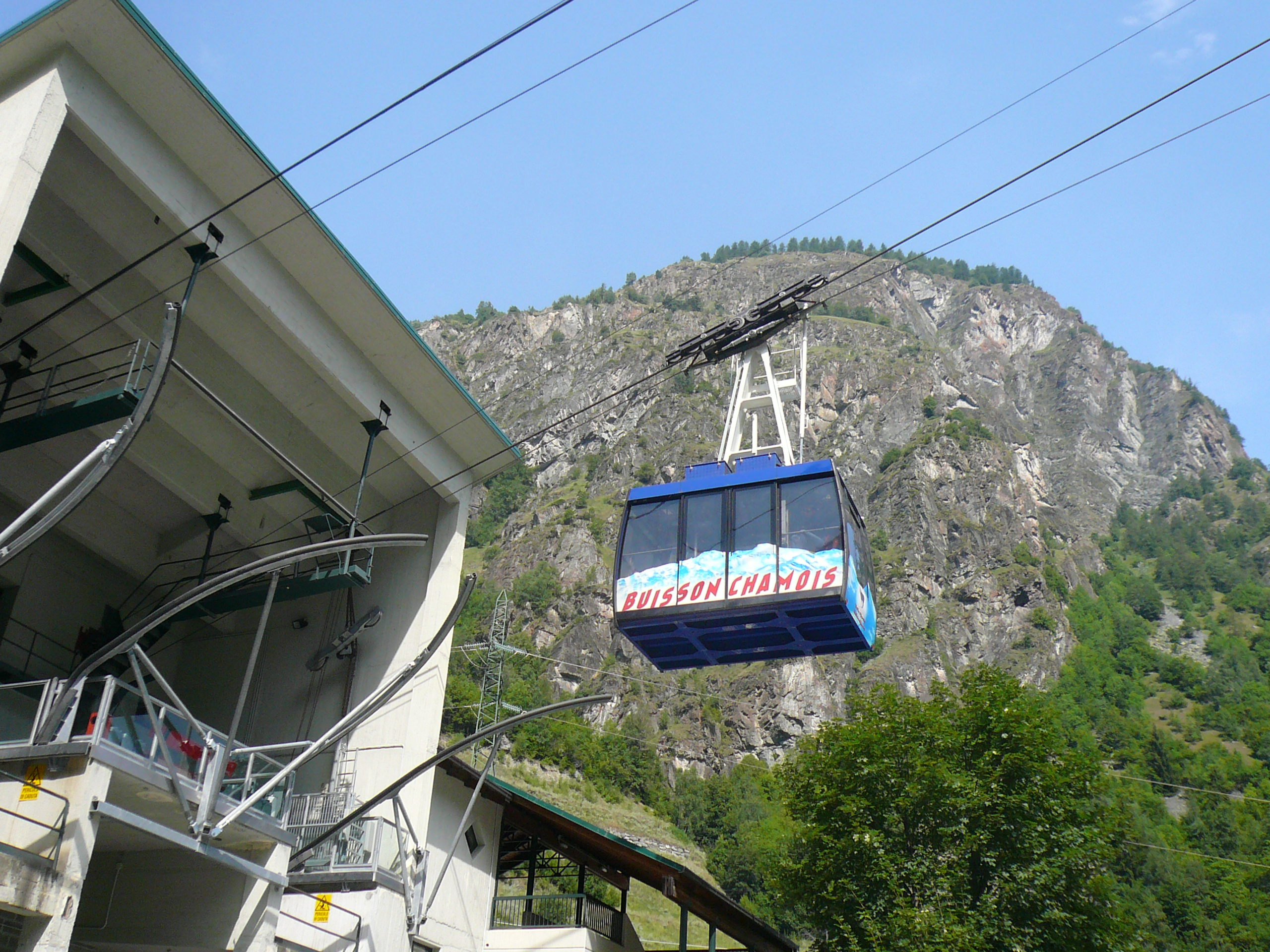
Station der Seilbahn in Buisson